# Тричезимо
Тричѐзимо (на италиански: Tricesimo; на фриулски: Tresèsin, Трезезин) е градче и община в Северна Италия, провинция Удине, автономен регион Фриули-Венеция Джулия. Разположено е на 199 m надморска височина. Населението на общината е 7721 души (към 2010 г.).